# Digiwin Software
Công ty Cổ phần Phần mềm Digiwin, gọi tắt là Digiwin Software, là một công ty phần mềm có trụ sở chính tại Đài Trung, Đài Loan, với các chi nhánh tại Trung Quốc, Việt Nam, Malaysia và các khu vực khác. Công ty có lịch sử hình thành từ năm 1982, với tên gọi ban đầu là Data System, được thành lập tại Đài Bắc, Đài Loan. Công ty bắt đầu bước chân vào thị trường Việt Nam từ năm 2008 (Mã số thuế: 0305810217), với 2 văn phòng đặt tại Thành phố Hồ Chí Minh và Bắc Ninh.

## Lịch sử
Vào tháng 3 năm 1982, Công ty Data System được thành lập tại Đài Loan, chuyên về lĩnh vực phát triển phần mềm và dịch vụ tư vấn. Công ty được sáng lập bởi Tôn Ải Bân (孙蔼彬) và Cổ Phong Vĩnh (古丰永). Từ năm 1982 đến 1990, công ty bắt đầu áp dụng nền tảng mở (open platform) để phát triển các sản phẩm phần mềm tiêu chuẩn hóa, đồng thời tập trung vào ngành sản xuất công nghiệp. Năm 1989, Digiwin ra mắt phần mềm MRPII LEADER trên nền tảng DOS. Đến năm 1992, Digiwin trở thành doanh nghiệp hàng đầu trong lĩnh vực phát triển phần mềm ERP (Hoạch định Nguồn lực Doanh nghiệp) tại Đài Loan và cũng là công ty đầu tiên tại Đài Loan chuyên phát triển phần mềm doanh nghiệp đóng gói thương mại.
Năm 1992, Digiwin ra mắt TIPTOP, một trong số ít hệ thống ERP cao cấp sử dụng kiến trúc B/S vào thời điểm đó. Đến năm 1997, quá trình số hóa doanh nghiệp tại Đài Loan bắt đầu bùng nổ, giúp Digiwin củng cố vị thế dẫn đầu trên thị trường.

## Hoạt động kinh doanh
Năm 2015, Digiwin Software đã đưa ra chiến lược phát triển “Kết nối ba vòng liên tuyến” dựa trên chiến lược “Thông minh+” của công ty. Tính đến năm 2021, hoạt động kinh doanh chính của công ty bao gồm các sản phẩm và giải pháp trong lĩnh vực phần mềm công nghiệp, sản xuất thông minh và Internet công nghiệp. Digiwin Software tập trung vào số hóa, kết nối mạng và tự động hóa thông minh cho ngành sản xuất, với kinh nghiệm dày dặn trong các ngành như chế tạo thiết bị cơ khí, bán dẫn, linh kiện ô tô, điện tử.
Công ty sở hữu nhiều dòng sản phẩm phục vụ các đối tượng khách hàng khác nhau, bao gồm ERP T100 dành cho các doanh nghiệp quy mô lớn và siêu lớn với dịch vụ hỗ trợ ngay tại địa phương; WorkFlow ERP hướng đến các doanh nghiệp quy mô trung bình và lớn. Trong lĩnh vực sản xuất thông minh, Digiwin Software đã phát triển nhiều phần mềm công nghiệp như MES, PLM và APS, cùng với các sản phẩm ứng dụng công nghiệp (Industrial APP) trong các lĩnh vực Internet công nghiệp và ứng dụng di động. Công ty hiện có hơn 50.000 khách hàng tại Trung Quốc đại lục, Đài Loan và khu vực Đông Nam Á, trong đó khoảng 64% là các công ty niêm yết tại Đài Loan và khoảng 50% là các công ty niêm yết tại Trung Quốc đại lục.
Ngoài ra, công ty cũng hợp tác với các doanh nghiệp khác, điển hình là phối hợp cùng Foxconn Industrial Internet để triển khai quy hoạch sản xuất xuất sắc và ra mắt dự án Citic Dicastal. Đồng thời, hợp tác với Huawei để phát triển các ứng dụng sản xuất thông minh và giành được hai giải thưởng lớn là “Đối tác xuất sắc của hệ sinh thái công nghiệp Huawei Cloud năm 2021” và “Đối tác SaaS tuyển chọn xuất sắc của Huawei Cloud”.